# Estación Marítima de Pasajeros del Puerto de Río de Janeiro
La Estación Marítima de Pasajeros del Puerto de Río de Janeiro, también conocido como el Terminal Internacional de Cruceros de Pier Mauá, es un terminal de cruceros ubicado en los muelles de Gamboa, en la zona central de la ciudad de Río de Janeiro, Brasil. Administrado por la empresa Pier Mauá desde 1998, es la principal puerta de entrada de turismo internacional del país. Frente a la estación marítima, se ubica la Parada dos Navios/Valongo del VLT Carioca que atiende a la Línea 1 de ese sistema.
Con 1,050 metros de extensión, la estación, que funciona frente a los almacenes 1, 2, 3, 4 y 5 de los muelles de Gamboa, posee un área operacional de 61,8 mil metros cuadrados. Con capacidad para varios amarres simultáneos debido a su extensión, el terminal posee la capacidad para atender hasta 35 mil pasajeros. La Estación Marítima de Pasajeros posee las certificaciones ISO 9001 y Código ISPS. 
El terminal marítimo recibió el Premio World Travel de "Mejor Puerto de Cruceros de Sudamérica" concedido por Travel Weekly, en los años 2009, 2010, 2011, 2012, 2013, 2014 y 2015. La premiación fue resultado de una votación realizada con aproximadamente 200 mil agentes de viajes y profesionales de turismo de 198 países, vía internet, durante la World Travel Market, una feria internacional de negocios del área del turismo que se celebra anualmente en Londres.